# Ontwaakt!
Ontwaakt! is een tijdschrift van Jehova's getuigen, een populair-propagandistische variant van De Wachttoren. Ontwaakt! wordt anoniem geschreven (meestal in het Engels) en uitgegeven door het Wachttoren-, Bijbel- en Traktaatgenootschap in een gemiddelde oplage van ruim 93 miljoen exemplaren in meer dan 225 talen. Tot 2008 werd het tijdschrift semi-maandelijks uitgegeven, daarna maandelijks. Vanaf 2016 wordt het tijdschrift tweemaandelijks uitgegeven.

## Doel
Het voorwoord van dit tijdschrift zegt dat het tijdschrift is "bedoeld voor het hele gezin" om een "diepere betekenis achter de huidige gebeurtenissen" te duiden vanuit een "politiek neutraal" standpunt. "Het belangrijkste [doel van het] tijdschrift [is dat het] vertrouwen opbouwt in de belofte van de Schepper dat hij een nieuwe wereld van vrede en zekerheid tot stand zal brengen die het huidige goddeloze, wetteloze samenstel van dingen binnenkort zal vervangen". Het Besturend Lichaam verklaart dat het hun tactiek is om de interesse van niet-Jehova's getuigen te wekken door in het tijdschrift onderwerpen op te nemen die niet direct met de Bijbel te maken hebben, om zo een "brug" te slaan "naar diepgaander studiemateriaal zoals dat in De Wachttoren en in gebonden boeken wordt verschaft".
Tot 1982 stond in elke uitgave van het tijdschrift: "dit tijdschrift bouwt aan vertrouwen in de belofte van de Schepper in een vreedzame en veilige nieuwe ordening voordat de generatie die 1914 heeft gezien voorbij gaat". Toen de doctrine inzake de "generatie" van 1914 werd gewijzigd in een minder letterlijke interpretatie, werd het doel opnieuw geformuleerd als: "dit tijdschrift bouwt aan vertrouwen in de belofte van de Schepper in een vreedzame en veilige nieuwe ordening die op het punt staat het huidige goddeloze, wetteloze samenstel van dingen te vervangen".

## Inhoud
Ontwaakt! behandelt vooral algemene thema's op sociaal gebied, zekerheid, gezondheid, religie, actuele onderwerpen en natuurwetenschap. Deze worden behandeld in het perspectief van de doctrines van Jehova's getuigen. Sinds 2018 staat iedere uitgave in het thema van een specifiek onderwerp. In veel edities wordt beweerd dat de mensheid zich in de eindtijd bevindt, wat aansluit bij het doel van het tijdschrift (zie boven).

## Auteurschap
Het Schrijverscomité van het Besturend Lichaam voert het opzicht uit op de voorbereidingen en het schrijven en vertalen van de artikelen, die op autoriteit van en onder supervisie van het Besturend Lichaam gepubliceerd. De meeste artikelen worden aangeleverd vanaf de bijkantoren wereldwijd, waarna deze door redacteuren worden gecontroleerd en vervolgens vertaald in de talen waarin Ontwaakt! verschijnt; dit wordt door vrijwilligers gedaan. Vrouwen mogen ook artikelen schrijven, maar deze mogen niet leerstellig van aard zijn. Behalve in het geval van autobiografische artikelen worden alle artikelen anoniem gepubliceerd. Ook de namen van de redactieleden worden niet vermeld.

## Geschiedenis
De eerste uitgave verscheen in 1919 als The Golden Age (Nederland: 1933, Het Gouden Tijdperk). In 1937 werd de naam gewijzigd in Consolation (Nederland: 1938, Vertroosting). Het tijdschrift kreeg de huidige naam "Ontwaakt!" in 1946 (Nederland: 1951).

### Inhoud
In het Interbellum verschenen soms artikelen over medische onderwerpen waarin onwetenschappelijke ideeën werden gepubliceerd, zoals het gevaar van koken in aluminium pannen, vaccinatie en moderne medicijnen. In het tijdschrift werd het bestaan van bacillen ontkend en werd beweerd dat artsen dienaren van Satan zijn, omdat hun beroep "afstamt van dezelfde demonen aanbiddende sjamanen (dokter-priesters) als de 'goden-dokters'" (waarmee werd gedoeld op de geestelijkheid van het christendom).
Het tijdschrift heeft het binnenkort uitbreken van apocalyptische gebeurtenissen herhaaldelijk gesuggereerd. Uitgaven uit de periode van de Koude Oorlog in de jaren 1950 en 1960 spraken uitvoerig over de conferenties van de Communistische Partij van de Sovjet-Unie en andere opmerkelijke gebeurtenissen in de Sovjet-Unie, in het bijzonder als deze samenhingen met de mogelijkheid van een kernoorlog.

### Belasting
In het verleden werden De Wachttoren en Ontwaakt! voor een geldbedrag verkocht, waarvan de hoogte van land tot land kon verschillen. Op 17 januari 1990 echter oordeelde het Hooggerechtshof van de Verenigde Staten dat ook belasting geheven moest worden op de verkoop van religieuze lectuur. Dit betekende dat ook het Wachttorengenootschap belasting zou moeten gaan betalen over de inkomsten die hun lectuur opleverde. Vanaf 1 maart 1990 werden de tijdschriften daarom kosteloos, op basis van vrijwillige bijdragen beschikbaar gesteld in de Verenigde Staten. Vanaf 1993 werden de tijdschriften ook in Nederland kosteloos aangeboden.
Geschiedenis van het christendom · christendom van A tot Z